# 광주도시관리공사
광주도시관리공사는 경기도 광주시에 있는 지방 공기업이다.

## 연혁
- 1999년 12월 광주지방공사 설립.